# Pradžna
Pradžna ili pana  (sanskrit: prajñā, pali: paññā; iz sskt korena pra i đna - zna) pojam je indijske filozofije koji znači „praznanje”, mudrost, odnosno spoznaju u dubljem smislu, spoznaju osnovnih činjenica sveta. U tom smislu je u nju uključena i džnana, obično znanje, kojoj može biti i sinonim.

## Mudrost u budizmu
U budizmu, mudrost je sposobnost donošenja razboritih odluka i izvlačenja tačnih zaključaka, zasnovanih na iskustvu i znanju. Mudrost je sposobnost uma i otuda stanje u kojem je um utiče i na mogućnost da budemo mudri. Oslobađanje uma od predrasuda i unapred formiranih ideja, razvijanje svesnosti, kao i um koji nije pretrpan, već smiren, sve to pomaže u razvijanju mudrosti. Buda je tvrdio da postoji bliska veza između moralnog ponašanja i mudrosti: 
Mudrost se pročišćuje vrlinom, a vrlina se pročišćuje mudrošću. Gde postoji jedno, tu je i drugo. Čestita osoba poseduje mudrost, a mudra osoba poseduje čestitost. Ovakva kombinacija vrline i mudrosti naziva se najvišom stvari na svetu. (D.I,84)— Buda